# Who Are the DeBolts? And Where Did They Get Nineteen Kids?
Who Are the DeBolts? And Where Did They Get Nineteen Kids? é um filme-documentário estadunidense de 1977 dirigido e escrito por John Korty e Janet Peoples, que fala sobre a história de um casal que adotou quatorze crianças, Dorothy e Bob DeBolt. Venceu o Oscar de melhor documentário de longa-metragem na edição de 1978.

## Elenco
- Henry Winkler - Narrador